# NXT Halloween Havoc 2024
NXT Halloween Havoc del 2024 è stato un evento di Wrestling prodotto dalla WWE. È stato il quinto Halloween Havoc annuale organizzato per il vivaio di WWE NXT e il 17° evento Halloween Havoc in generale. Si è svolto sabato 19 ottobre 2024 al Giant Center di Hershey, Pennsylvania. Questo è stato il secondo evento di NXT Halloween Havoc a svolgersi come evento live streaming, dopo quello del 2022, quelli del 2020, 2021 e 2023 sono stati tenuti come speciali televisivi di WWE NXT, e ha anche riportato l'evento a una notte poiché l'edizione del 2023 era un evento di due notti così come il primo evento NXT a portare il logo WWE.
Durante l'evento sono state disputate cinque partite. Nell'evento principale, Trick Williams ha sconfitto Ethan Page in uno Spin The Wheel, Make The Deal: Devil's Playground Match per mantenere l'NXT Championship. In un altro incontro importante, Giulia e Stephanie Vaquer hanno sconfitto Roxanne Perez e Cora Jade in un tag team match, e nell'incontro d'apertura, Tony D'Angelo ha sconfitto Oba Femi in un Spin The Wheel, Make The Deal: Tables, ladders, and chairs match per mantenere l'NXT North American Championship. Questo evento è stato degno di nota per il Bunkhouse Match tra Baron Corbin e Je'Von Evans nel pre-show e nel dopo show il Lock Box Showdown tra Rosemary,Karmen Petrovic,Sol Ruca e Thea Hail.Inoltre nell'evento sono apparsi Josh Alexander,Masha Slamovic e Mustafa Ali dalla TNA

## Produzione

### Retroscena

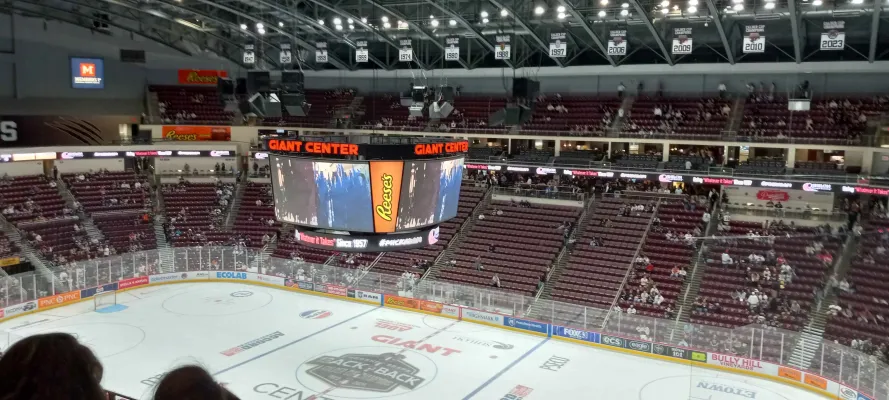
L'evento si è tenuto al Giant Center di Hershey, Pennsylvania, ed è stato il primo grande evento della WWE in città dai tempi di Unforgiven 2003.

Halloween Havoc è un evento di wrestling attualmente prodotto dalla WWE. Come suggerisce il nome, si tratta di uno spettacolo a tema Halloween che si tiene nel mese di ottobre. È stato originariamente prodotto come evento annuale pay-per-view (PPV) dalla World Championship Wrestling (WCW) dal 1989 al 2000 visto che la WWE ha acquistato la WCW nel 2001. L'evento del 2000 è stato l'ultimo Halloween Havoc finché la WWE non ha rilanciato lo spettacolo come evento annuale, evento per il loro marchio di sviluppo WWE NXT nel 2020. Gli eventi del 2020, 2021 e 2023 si sono svolti come speciali televisivi del programma WWE NXT su USA Network, ma per il 2022 è stato un evento in live streaming. L'edizione 2023 è stata di due serate.
Il 15 luglio 2024, è stato annunciato che NXT Halloween Havoc sarebbe tornato come evento di live streaming di una notte. Il quinto NXT Halloween Havoc annuale, e il diciassettesimo Halloween Havoc in generale, avrebbe dovuto svolgersi il 27 ottobre 2024 al Giant Center di Hershey, Pennsylvania, segnando il primo NXT Halloween Havoc ad aver luogo al di fuori della base del marchio della WWE, il WWE Performance Center a Orlando, Florida.

### Storyline
| Ruolo:                  | Nome:             |
| ----------------------- | ----------------- |
| Commentatori            | Vic Joseph        |
| Commentatori            | Booker T          |
| Commentatori spagnoli   | Marcelo Rodríguez |
| Commentatori spagnoli   | Jerry Soto        |
| Ring announcer          | Mike Rome         |
| Arbitri                 | Adrian Butler     |
| Arbitri                 | Chip Danning      |
| Arbitri                 | Dallas Irvin      |
| Arbitri                 | Derek Sanders     |
| Arbitri                 | Felix Fernandez   |
| Intervistatori          | Sarah Schreiber   |
| Pannello pre-spettacolo | Megan Morant      |
| Pannello pre-spettacolo | Sam Roberts       |
| Pannello pre-spettacolo | Dave LaGreca      |
| Pannello pre-spettacolo | Bubba Ray Dudley  |

L'evento comprendeva cinque partite risultanti da trame sceneggiate. I risultati sono stati predeterminati dagli autori della WWE sul marchio NXT, mentre le trame sono state prodotte nel programma televisivo settimanale della WWE, NXT, e nello spettacolo di streaming online supplementare, NXT Level Up.
Durante il primo episodio di NXT su CW del 1º ottobre, è andata in onda una vignetta con un wrestler non identificato che si avvicina a un cartello stradale con i numeri "10" e "27". Diversi osservatori hanno interpretato la vignetta come se indicasse che il wrestler australiano Delta avrebbe debuttato ad Halloween Havoc. Una vignetta successiva andata in onda nell'episodio del 22 ottobre ed ha rivelato che Delta si sarebbe esibito in NXT, ma sotto il nome di Zaria; è poi apparsa di persona per chiudere lo spettacolo.
A NXT Heatwave 2024, Ethan Page ha sconfitto Trick Williams per vincere l'NXT Championship in un fatal four-way match che ha coinvolto anche Shawn Spears e Je'Von Evans, l'ultimo dei quali ha subito lo schienamento da Page. Williams ha promesso di riconquistare il titolo da Page, cosa che ha fatto nel primo episodio di NXT su CW il 1º ottobre con CM Punk di WWE Raw come arbitro ospite speciale. La settimana successiva, Williams celebrò la sua vittoria, solo per essere interrotto da Wes Lee, che dichiarò che avrebbe preso il titolo da Williams. Più tardi quella notte, Page ha incolpato Punk per aver perso il titolo e ha chiesto una rivincita. Alla fine dello spettacolo, il direttore generale di NXT, Ava, ha annunciato che Lee, Page ed Evans, l'ultimo dei quali Ava ha aggiunto al match dopo essere rimasto impressionato dalla sua prestazione contro Randy Orton di WWE SmackDown, avrebbero gareggiato in un triple threat match la settimana successiva, per determinare lo sfidante di Williams ad Halloween Havoc, che è stato vinto da Page. Dopo la partita, Page ha girato la ruota Spin the Wheel, Make the Deal, atterrando sulla Devil's Playground Match, che è stato ufficializzato per Halloween Havoc.
Nell'episodio dell'8 ottobre di NXT, Tony D'Angelo ha sconfitto Oba Femi per vincere l'NXT North American Championship, ponendo fine al regno di Femi con un record di 273 giorni. La settimana successiva, D'Angelo ha festeggiato la vittoria del titolo prima che Femi lo interrompesse. Femi ha annunciato che una rivincita avrà luogo ad Halloween Havoc. Femi ha quindi girato la ruota Spin The Wheel, Make The Deal, confermando che la clausola della partita sarebbe stata un tables, ladders, and chairs match. Il 22 ottobre, il direttore generale di NXT, Ava, ha annunciato che la partita sarebbe stata decisa solo per schienamento.
Nel primo episodio di NXT su CW del 1° ottobre, Roxanne Perez ha sconfitto Giulia per mantenere l'NXT Women's Championship. Nei momenti finali, Perez ha tentato di utilizzare la cintura titolata per colpire Giulia con essa, ma un individuo incappucciato ha attaccato Giulia, costandole la partita. Dopo la partita, l'individuo incappucciato si rivelò essere la rientrante Cora Jade. La settimana successiva, Jade ha dichiarato perché ha attaccato Giulia, sentendosi come se i fan si fossero dimenticati di lei mentre si stava riprendendo dall'infortunio al legamento crociato anteriore e che lei e Perez stavano lavorando per ricucire la loro amicizia. Giulia è apparsa, anche se con l'ex rivale Stephanie Vaquer al suo fianco mentre ne è seguita una rissa tra le quattro donne. La settimana successiva, Vaquer ha sconfitto Wren Sinclair nel suo match di debutto a NXT, solo per Jade e Perez che le hanno teso un'imboscata prima che Giulia arrivasse in sua difesa. Vaquer e Giulia hanno poi sfidato Jade e Perez in un tag team match a Hallowen Havoc, cosa che è stata successivamente confermata.
Nell'episodio del 18 giugno di NXT, Ridge Holland è stato accettato come membro ufficiale della Chase University nonostante il rifiuto iniziale di Riley Osborne e Duke Hudson. Nella puntata di NXT del 13 agosto, Holland e Andre Chase hanno sconfitto Nathan Frazer e Axiom vincendo l'NXT Tag Team Championship ma hanno perso i titoli a NXT No Mercy 2024. Dopo la partita, Holland ha attaccato brutalmente Chase, disertando da Chase U e tornando heel nel processo. Chase è stato successivamente portato fuori dall'arena e portato in ambulanza in un ospedale. Dopo il suo "turn heel", Holland ha promesso di sconfiggere Chase U. Nell'episodio del 10 settembre di NXT, Holland ha sconfitto Hudson ed ha attaccato Hudson con la barricata dopo la partita. Nell'episodio del 15 ottobre di NXT, Chase tornò per salvare Osborne dall'attacco di Holland dopo la partita. La settimana successiva, Chase sfidò Holland in un ambulance match ad Halloween Havoc, che fu ufficializzato.
Da settembre, Fatal Influence (Jacy Jayne, Fallon Henley e Jazmyn Nyx) hanno avuto una faida con l'NXT Women's North American Championship Kelani Jordan, puntando al titolo. Nell'episodio del 22 ottobre di NXT, è stato annunciato che Jordan avrebbe difeso il titolo ad Halloween Havoc contro un membro dei Fatal Influence; tuttavia, non avrebbe saputo quale membro fino all'evento. Più tardi quella notte, Jordan ha impedito a Nyx di interferire nella partita di Jayne e Henley contro Giulia e Stephanie Vaquer, che alla fine hanno perso. Dopo la partita, Jayne ha girato la ruota Spin the Wheel, Make the Deal, atterrando su Spinner's Choice, consentendo a Fatal Influence di scegliere la clausola per la partita ad Halloween Havoc, e hanno scelto un gauntlet match.

## Risultati
| # | Match                                                               | Stipulazione | Durata |
| - | ------------------------------------------------------------------- | --- | ------ |
| 1 | Tony D'Angelo (c) ha sconfitto Oba Femi                             | Spin The Wheel, Make The Deal Tables, ladders & chairs match per l'NXT North American Championship L'incontro poteva essere vinto solo con schienamento o sottomissione.                                                          | 15:20  |
| 2 | Giulia e Stephanie Vaquer hanno sconfitto Cora Jade e Roxanne Perez | Tag team match | 14:15  |
| 3 | Ridge Holland ha sconfitto Andre Chase                              | Ambulance match | 14:30  |
| 4 | Fallon Henley ha sconfitto Kelani Jordan (c)                        | Spin The Wheel, Make The Deal Gauntlet match per il NXT Women's North American Championship Fatal Influence ha scelto un Gauntlet match, con tutti e tre i partecipanti in questo ordine: Jazmyn Nyx, Jacy Jayne e Fallon Henley. | 14:15  |
| 5 | Trick Williams (c) ha sconfitto Ethan Page                          | Spin The Wheel, Make The Deal Devil's Playground Match per l'NXT Championship | 18:00  |